# Örjan
Örjan ou Örian (anciennement Yrian) est un prénom masculin scandinave, forme suédoise de Jurian qui est l'équivalent bas allemand de Georges, et qui signifie « celui qui travaille à la terre ».
Ce prénom suédois se rencontre également en Finlande, parmi la population suédophone. Son équivalent norvégien est Ørjan.
| Pays        | Hommes       | Hommes      | Hommes  |
| Pays        | Nombre       | Pourcentage | Rang    |
| ----------- | ------------ | ----------- | ------- |
| Suède Örjan | 5 825 (2015) | 0,0634 %    | (> 100) |

Le prénom Örjan est à l'origine du patronyme suédois Örjansson signifiant « Fils d'Örjan ».

## Personnalités portant ce prénom
- Örjan Kihlström (né en 1962), driver suédois, spécialiste des courses de trot attelé ;
- Örjan Ouchterlony (1914–2004), immunologiste et bactériologiste suédois ;
- Örjan Persson (né en 1942), joueur de football suédois ;
- Örjan Sandler (né en 1940), patineur de vitesse suédois ;
- Örjan Sandred (né en 1964), compositeur suédois.

- Pour l'ensemble des articles sur les personnes portant ce prénom, consulter :
  - la liste des articles dont le titre commence par ce prénom
  - les listes produites par Wikidata : Liste des personnes de prénom « Örjan » — même liste en incluant les éventuels prénoms composés qui contiennent « Örjan ».